# ای‌یی‌اس
ای‌یی‌اس (به انگلیسی: AES) شرکت برق آمریکایی است، که در زمینه تولید، انتقال و توزیع برق فعالیت می‌کند.
شرکت ای‌یی‌اس در سال ۱۹۸۱ توسط دنیس باک و راجر سانت تأسیس شد و در حال حاضر دارای عملیات در ۲۷ کشور جهان می‌باشد.
دفتر مرکزی این شرکت در شهر آرلینگتون، ویرجینیا قرار دارد و بخشی از سهام آن در بازار بورس نیویورک معامله می‌شود، همچنین یکی از اجزای شاخص اس اند پی ۵۰۰ به‌شمار می‌آید.